# Riidaku
Riidaku – wieś w Estonii, prowincji Rapla, w gminie Raikküla.